# Ingrid Szeiklies-Weber
Ingrid Szeiklies-Weber (* 13. April 1932 in Gera) ist eine deutsche Kunsthistorikerin, die sich insbesondere mit nachantiken Medaillen und Gemmen beschäftigt.

## Abstammung
Ingrid Weber ist eine Tochter des Textilfabrikanten Alfred Weber (1898–1963) aus Gera, welcher ein Enkel des Politikers Alfred Weber war.

## Leben
Ingrid Weber studierte seit 1952 in der DDR Kunstgeschichte, Geschichte und Archäologie an der Universität Halle und  seit 1954 an der Humboldt-Universität in Ostberlin, wo sie 1956 bei Richard Hamann mit einer Arbeit zu dem Maler Heinrich Reinhold das Staatsexamen ablegte. 1956/57 war sie wissenschaftliche Assistentin an der Deutschen Akademie der Wissenschaften zu Berlin. Danach verließ sie die DDR und studierte seit 1959 an der Universität Mainz, wo sie 1964 bei Friedrich Gerke mit einer Arbeit über die spätgotische Monstranz der Kirche in Tiefenbronn promoviert wurde.
Sei 1969 arbeitete sie als Konservatorin an der Staatlichen Münzsammlung in München. Hier war sie insbesondere für die nachantiken Medaillen und Plaketten sowie Gemmen zuständig und publizierte grundlegende Kataloge der Bestände der Staatlichen Münzsammlung. 1997 trat sie als Hauptkonservatorin in den Ruhestand.
Ingrid Szeiklies-Weber initiierte 1988 gemeinsam mit dem Grafiker und Medailleur Reinhart Heinsdorff den der Staatlichen Münzsammlung München verbundenen Künstlerkreis der Medailleure München, um „die Medaille auf ein neues Niveau künstlerischer Gestaltung zu heben.“
Die Wanderausstellung Aufbruch-Durchbruch, für die Ingrid Szeiklies-Weber mit Wolfgang Steguweit den Katalog zum Thema „Bildhauer und Medailleure aus der DDR und der Bundesrepublik gestalteten Themen aus der ‚Wende-Zeit‘“ herausgab, war zugleich der Auftakt zur Gründung der Deutschen Gesellschaft für Medaillenkunst.
Die dem  Künstlerkreis der Medailleure zugehörige Künstlerin G. Angelika Wetzel schuf 1992 eine Medaille auf Ingrid Szeiklies-Weber.

## Schriften (Auswahl)
- Heinrich Reinhold (1788–1825). Ein deutscher Romantiker. Sein Lebensweg und seine künstlerische Entwicklung von den Anfängen bis zur Übersiedlung nach Rom. Diplomarbeit, Humboldt-Universität Berlin 1956.
- Die Tiefenbronner Monstranz und ihr künstlerischer Umkreis. Dissertation Mainz 1964 (gedruckt in: Anzeiger des Germanischen Nationalmuseums 1966, S. 7–87).
- Deutsche, niederländische und französische Renaissanceplaketten. 1500–1650. Modelle für Reliefs an Kult-, Prunk- und Gebrauchsgegenständen. 2 Bände, Bruckmann, München 1975. Bildband: ISBN 3-7654-1492-1. Textband: ISBN 3-7654-1462-X.
- mit Oluf Wif: Planetenfeste August des Starken. Zur Hochzeit des Kronprinzen 1719. Battenberg, München 1985, ISBN 3-87045-944-1 Inhaltsverzeichnis.
- Maximilian Dasio. 1865–1954. Münchner Maler, Medailleur und Ministerialrat, Begleitschrift zur Ausstellung vom 9. Oktober – 1. Dezember 1985 in der Neuen Pinakothek München. Staatliche Münzsammlung, München 1985, ISBN 3-9800744-1-2 Inhaltsverzeichnis.
- Raymond Corbin. Dessins, médailles, sculptures, Ausstellungskatalog. Staatliche Münzsammlung, München 1988, ISBN 3-9800744-7-1
- mit Wolfgang Steguweit: Aufbruch, Durchbruch. Zeitzeichen in der deutschen Medaillenkunst. Medaillen, Reliefs, Kleinplastik, Ausstellungskatalog in Kooperation der Staatlichen Münzsammlung München mit dem Münzkabinett der Staatlichen Museen zu Berlin. Staatliche Münzsammlung, München 1990, ISBN 3-922840-00-0.
- Kostbare Steine. Die Gemmensammlung des Kurfürsten Johann Wilhelm von der Pfalz. Deutscher Kunstverlag, München 1992, ISBN 3-422-06090-1
- Geschnittene Steine des 18. bis 20. Jahrhunderts. Vergessene Kostbarkeiten in der Staatlichen Münzsammlung München. Deutscher Kunstverlag, München 1995, ISBN 3-422-06160-6.
- Geschnittene Steine aus altbayerischem Besitz. Kameen und Intaglios des 15. bis 17. Jahrhunderts in der Staatlichen Münzsammlung München. Deutscher Kunstverlag, München 2001, ISBN 3-422-06304-8 Inhaltsverzeichnis.
- Gedankensplitter. Vela-Verlag, Altötting 2021, ISBN 978-3-946227-75-5.